# Sportivo Buenos Aires
Club Sportivo Buenos Aires – argentyński klub piłkarski z siedzibą w mieście Buenos Aires.

## Historia
Klub Sportivo powstał w 1910 roku na skutek fuzji klubów Sportivo Argentino i Buenos Aires Isla Maciel. W 1919 roku klub uzyskał awans do pierwszej ligi mistrzostw organizowanych przez federację Asociación Amateurs de Football. W swoim pierwszoligowym debiucie w 1920 roku Sportivo zajął 16 miejsce. Podobnie w następnych dwóch latach: w 1921 - 16. i w 1922 - 17. miejsce. Znacznie lepsze były kolejne 3 lata: w 1923 - 10., w 1924 - 8. i w 1925 roku także 8. miejsce. W 1926 roku Sportivo zajął w tabeli 19. miejsce.
W 1927 roku doszło do połączenia konkurencyjnych federacji piłkarskich - w połączonej lidze Sportivo zajął 20. miejsce. Następne dwa lata nie były lepsze - w 1928 24. miejsce, a w 1929 12 miejsce w grupie B, czyli łącznie 23.-24. miejsce w lidze. W 1931 roku część klubów utworzyła ligę zawodową pod egidą federacji Liga Argentina de Football. Klub Sportivo pozostał w lidze amatorskiej prowadzonej przez federację Asociación Argentina de Football, która była uznawana przez FIFA. W 1931 Sportivo po połączeniu z klubem Club Social Buenos Aires przyjął nazwę Club Social y Sportivo Buenos Aires i pod taką nazwą zajął w lidze 3 miejsce.
W 1932 roku klub wrócił do nazwy Sportivo, zajmując w lidze 16. miejsce. W 1933 roku było 13. miejsce, a przedostatnie, 22. miejsce w 1934 roku oznaczało spadek z ligi. W późniejszym okresie klub zmienił nazwę na Club Deportivo Buenos Aires, jednak już nigdy nie wrócił do najwyższej ligi Argentyny.
W ciągu 15 sezonów spędzonych w pierwszej lidze Sportivo rozegrał 411 meczów, wygrywając 134 mecze, remisując 90 meczów i przegrywając 187 meczów. Klub uzyskał łącznie 358 punktów, zdobył 522 bramki i stracił 637 bramek.
Klub Sportivo wystawił dwóch piłkarzy do składu reprezentacji Argentyny na turniej Copa América 1929, gdzie Argentyna zdobyła tytuł mistrza Ameryki Południowej. Byli to Rodolfo Orlandini i Carlos Desiderio Peucelle. Także dwóch piłkarzy klubu było w składzie reprezentacji na finały mistrzostw świata w 1934 roku - Ernesto Albarracín był rezerwowym w meczu ze Szwecją, a Arcadio López pełnił rolę kapitana reprezentacji narodowej. Także inny piłkarz klubu Sportivo, Federico Wilde, brał udział w mistrzostwach z 1934 roku, jednak w klubie Sportivo grał kilka lat później, gdy Sportivo był już klubem drugoligowym.